# Goya (miasto)
Goya – miasto w północno-wschodniej Argentynie w prowincji Corrientes), nad Paraną; 71 tys. mieszk. (2006)
Ośrodek regionu uprawy drzew owocowych, bawełny, tytoniu; przemysł spożywczy, drzewny, skórzany i ceramiczny; port rzeczny; lotnisko.

## Miasta partnerskie
- Salto